# Saint-Gilles-Croix-de-Vie
Saint-Gilles-Croix-de-Vie é uma comuna francesa na região administrativa do País do Loire, no departamento da Vendeia. Estende-se por uma área de 10.25 km². Em 2010 a comuna tinha 7 995 habitantes (densidade: 780 hab./km²).